# Mitch Wishnowsky
Mitch Wishnowsky (Ciudad de Gosnells, Australia Occidental, 3 de marzo de 1992) apodado Boomin' Onion, es un jugador profesional australiano de fútbol americano que se desempeña en la posición de punter en San Francisco 49ers, equipo de la National Football League (NFL).

## Carrera
Fue seleccionado en la cuarta ronda en la Reunión Anual de Selección de Jugadores de la NFL de 2019. Hizo su debut profesional con el equipo San Francisco 49ers, donde lleva jugando cinco temporadas.